# The Immortal Hour

The Immortal Hour è un'opera del compositore inglese Rutland Boughton. Boughton scrisse il proprio libretto, basandosi sull'omonima commedia di Fiona MacLeod, pseudonimo dello scrittore William Sharp.

## Storia
The Immortal Hour è una fiaba o un'opera fiabesca, con un'atmosfera e un tema simili a Rusalka di Dvořák e Il flauto magico di Mozart. Magia e spiriti della natura giocano un ruolo importante nella trama. Le persone fatate non sono folletti dispettosi e infantili, ma sono orgogliosi e potenti: semidei immortali temuti dai mortali e che possono (e lo fanno) interferire con la vita di uomini e donne. In alternativa, la progressione di Etain nel regno dei mortali e la sua ricerca e redenzione da parte di Midir hanno somiglianze con la leggenda di Orfeo ed Euridice.
In questo lavoro Boughton ha combinato un approccio wagneriano ai temi musicali e al simbolismo con un approccio modale di tipo folk alla musica stessa, riflettendo le origini celtiche del racconto, basato sulla storia irlandese Tochmarc Étaíne.

## Storia dell'esecuzione
The Immortal Hour fu eseguita per la prima volta a Glastonbury il 26 agosto 1914, al Glastonbury Festival inaugurale che Boughton aveva co-fondato. Lo stesso Boughton cantò la parte di Dalua, in sostituzione di un cantante che si era ammalato. Nel 1921 Penelope Spencer fu ingaggiata da Boughton per mettere in scena danze e cori per il Festival di Glastonbury, alcuni dei quali incorporò in quest'opera.
L'opera andò in scena a Londra per 216 rappresentazioni consecutive nel 1922 e per altre 160 rappresentazioni l'anno successivo e fu rappresentata a New York nel 1926.
Fu ripresa al Sadler's Wells Theatre di Londra nel 1953. La prima registrazione dell'opera completa, sponsorizzata da The Rutland Boughton Trust, ebbe luogo nel 1983 e fu pubblicata l'anno successivo da Hyperion Records (CDD22040) su CD e in set in vinile.

## Accoglienza critica
Dame Ethel Smyth nel 1922 disse "The Immortal Hour mi incanta. L'intera cosa mi ha preso". Nel 1924 Sir Edward Elgar descrisse l'opera come "un lavoro di genio".
Parlando nel 1949 Sir Arthur Bliss disse: "Ricordo vividamente come Boughton ha fatto vivere i suoi personaggi e l'effetto magistrale della scrittura corale". Lo stesso anno Ralph Vaughan Williams affermò che "In qualsiasi altro paese, un'opera come The Immortal Hour sarebbe stata nel repertorio anni fa".

## Ruoli
| Ruolo                                                    | Registro vocale | Cast della prima, 26 agosto 1914 (Direttore: Charles Kennedy Scott) |
| -------------------------------------------------------- | --------------- | ------------------------------------------------------------------- |
| Eochaidh, il re eroico                                   | baritono        | Frederic Austin                                                     |
| Etain, la principessa fatata eternamente bella e giovane | soprano         | Irene Lemon                                                         |
| Dalua, il Signore delle Ombre                            | basso           | Rutland Boughton                                                    |
| Midir, L'eterno amante di Etain                          | tenore          | Arthur Jordan                                                       |
| Manus, un paesano                                        | basso           | Neville Strutt                                                      |
| Maive, moglie di Manus                                   | mezzosoprano    | Agnes Thomas                                                        |
| Voce di uno Spirito                                      | mezzosoprano    | Muriel Boughton                                                     |
| Vecchio bardo                                            | basso           | Arthur Trowbridge                                                   |

## Trama

### Atto 1
Dalua, il Signore delle Ombre, si vede in un bosco oscuro e misterioso. È conosciuto come Amadan-Dhu, il Matto Fatato, l'Oscuro, ed è un agente di poteri invisibili e fatali, il cui tocco porta follia e morte ai mortali. È arrivato lì per costrizione, seguendo visioni, ma non sa per quale scopo. Viene deriso dagli invisibili spiriti dei boschi, che lo riconoscono come un emarginato, temuto anche dagli dei stessi. Afferma di essere lo strumento di poteri al di là persino degli dei e invita le voci a tacere. Si sente la voce di una donna ed Etain entra nella radura, con aria disorientata e cantando del meraviglioso luogo da cui lei è venuta, dove la morte è solo un '"ombra alla deriva" e dove il popolo dei Fatati - gli Shee - tiene la corte. Decide di tornare, ma viene ostacolata da Dalua. Mentre la tocca con un'ombra, lei dimentica tutto da dove è venuta, a parte il suo nome. Dalua si rende conto che il motivo del loro incontro ora gli è chiaro; un re mortale ha cercato l'amore immortale ed è condotto verso di loro sotto una coazione simile alla loro. Ordina ad Etain di andare ad aspettare il re. Eochaidh, che è il re supremo di Eiré, entra e viene accolto da Dalua. Dalua gli mostra visioni della leggendaria Fonte di Bellezza che il re ha perseguito nei sogni. Voci spirituali avvertono Eochaidh di tornare dalla sua gente, ma a quel punto è sotto l'incantesimo di Dalua e lo segue ciecamente nel bosco.
In una capanna, il contadino Manus e sua moglie Maive siedono con Etain, che si sta riparando da una notte tempestosa. Uno sconosciuto - Dalua - ha dato loro oro per l'alloggio di Etain e per il loro silenzio. Sono nervosi non solo per la tempesta, ma per la paura del popolo dei Fatati, di cui evitano di parlare o addirittura di nominare. Quando appare Eochaidh e chiede rifugio, sono terrorizzati, soprattutto perché è stato fuori dalla tempesta ma non è nemmeno umido! Li assicura che è mortale proprio come loro, ma poi vede Etain e dimentica tutto il resto. Etain ed Eochaidh cantano un duetto d'amore, interrotto da una risata beffarda dall'esterno. Etain gli dice che era un gufo. Mentre si siedono insieme, si possono sentire cantare le deboli voci delle fate.

### Atto 2
È passato un anno alla corte di Eochaidh ed egli ha convocato una celebrazione per l'anniversario della sua conquista di Etain. Cori di druidi, fanciulle, bardi e guerrieri cantano e fanno brindisi alla coppia reale. Nel mezzo di tutto questo, Etain annuncia di essere stanca ed è stata turbata da strani sogni. Dà loro la buonanotte. Eochaidh ammette di aver fatto anche lui dei sogni sconvolgenti, in cui ha visto le Fate in marcia, belle, potenti e spaventose. La prega di non andare ma lei insiste. Non appena si è ritirata nella sua stanza, uno sconosciuto appare sulla porta: Midir, l'amante immortale di Etain, travestito da arpista. Viene accolto con diffidenza da Eochaidh, che è sconvolto quando lo straniero non gli dice il suo nome. Midir chiede un favore al re ed Eochaidh acconsente. È infelice quando scopre che è per baciare la mano della regina e farle una serenata con una canzone, ma la sua parola è stata data così Etain è svegliato. Midir canta la canzone Fatata ascoltata alla fine dell'Atto I. Etain, risvegliata alle sue origini immortali, se ne va con Midir al suono di un coro Fatato. Rimane solo il re dal cuore spezzato, e mentre implora di riavere i suoi sogni, Dalua interviene e lo tocca senza far rumore. Egli crolla, morto.

## "How beautiful they are"
La canzone "How beautiful they are" appare prima in un coro di spiriti invisibili, poi viene ripresa da Midir degli "Shee" (Tuatha Dé Danann) come aria solista accompagnata da un'arpa.